# Karol Orlandi
Karol Orlandi właściwie Carlo Maria Orlandi (ur. 1 czerwca 1820 w Città della Pieve, Umbria, zm. 15 grudnia 1895 w Rzymie) – włoski ksiądz katolicki, wikariusz generalny pallotynów w latach 1889–1890.
Święcenia kapłańskie przyjął w 1843. Jest pochowany na Campo Verano.